# Sân vận động Marcantonio Bentegodi
Sân vận động Marcantonio Bentegodi (tiếng Ý: Stadio Marcantonio Bentegodi) là một sân vận động ở Verona, Ý. Đây là sân nhà của Hellas Verona thuộc Serie A. Đây cũng là sân nhà của Chievo Verona cho đến năm 2021. Nơi đây cũng tổ chức các trận đấu UEFA Women's Champions League của Bardolino Verona, một số trận đấu của đội trẻ, các trận đấu bóng bầu dục và các giải đấu điền kinh. Sân đôi khi cũng tổ chức các buổi hòa nhạc. Với sức chứa 39.211 chỗ ngồi, trong đó chỉ có 31.045 chỗ ngồi được cho phép, đây là sân vận động lớn thứ tám ở Ý. Sân vận động được đặt tên theo nhà quản lý thể thao Verona, Marcantonio Bentegodi.

## Lịch sử
Được khánh thành như một cơ sở tân tiến và là một trong những địa điểm tốt nhất của Ý vào năm 1963, sân vận động dường như quá mức cho một đội bóng (Hellas) đã dành phần tốt nhất trong 35 năm trước tại Serie B. Để cải tạo phục vụ FIFA World Cup 1990, sự bổ sung gồm có một tầng phụ và một mái nhà để bao gồm tất cả các phần, cải thiện tầm nhìn, kết nối giao thông công cộng, đường cao tốc đô thị kết nối trung tâm thành phố với sân vận động và lối ra và dịch vụ đường cao tốc Verona Nord.
Một hệ thống PV tích hợp trong tòa nhà đã được lắp đặt trên tầng thượng trong một cuộc cải tạo lớn. Hệ thống PV có xếp hạng 999,5 kW. Tấm quang năng 13.321 "FS 275" màng mỏng cadmium telluride (CdTe) sản xuất bởi First Solar Inc đã gắn hệ thống gắn bằng nhôm Riverclack bởi ISCOM SpA. Các tấm quang năng được kết nối với bộ biến tần 141 Sunny Mini Central SMC 7000HV của SMA Solar Technology AG. Hệ thống đã được đưa vào hoạt động vào cuối tháng 11 năm 2009.

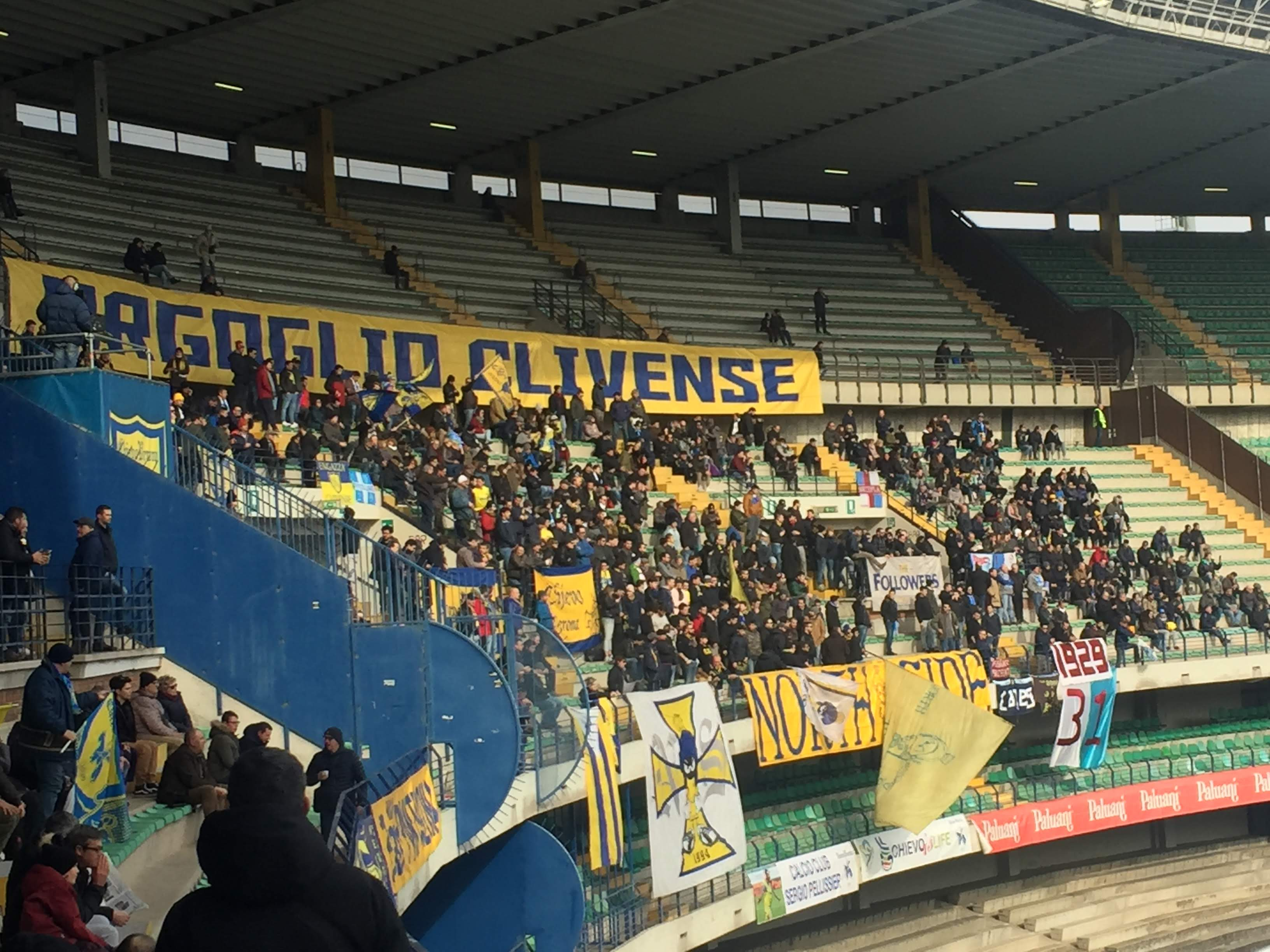
Curva Nord của sân vận động vào năm 2019, thường dành cho nhóm người hâm mộ của Chievo.

Sự xuất hiện của Chievo ở Serie A trong những năm gần đây đã chia thành phố thành hai nhóm người hâm mộ đối thủ, cả hai đều rất trung thành với đội bóng của mình, những ngày này, Chievo liên tục chiến đấu để sống sót khi xuống hạng ở Serie A và Hellas Verona vừa trở lại tầng trên cùng sau bốn năm chính tả trong bộ phận thứ ba, sau khi giành được một scudetto vào năm 1985.
Mặc dù thi đấu ở hai hạng thấp hơn Chievo và bỏ lỡ cổ động viên di chuyển từ các đội bóng lớn ở Serie A, nhưng đội bóng truyền thống của thành phố vẫn cố gắng duy trì tỷ lệ tham dự trung bình cao hơn so với đối thủ của họ trong mùa giải 2009-10. Trong mùa giải 2013-14, Virtus Verona cũng chơi tại Bentegodi.

## Dự án cải tạo

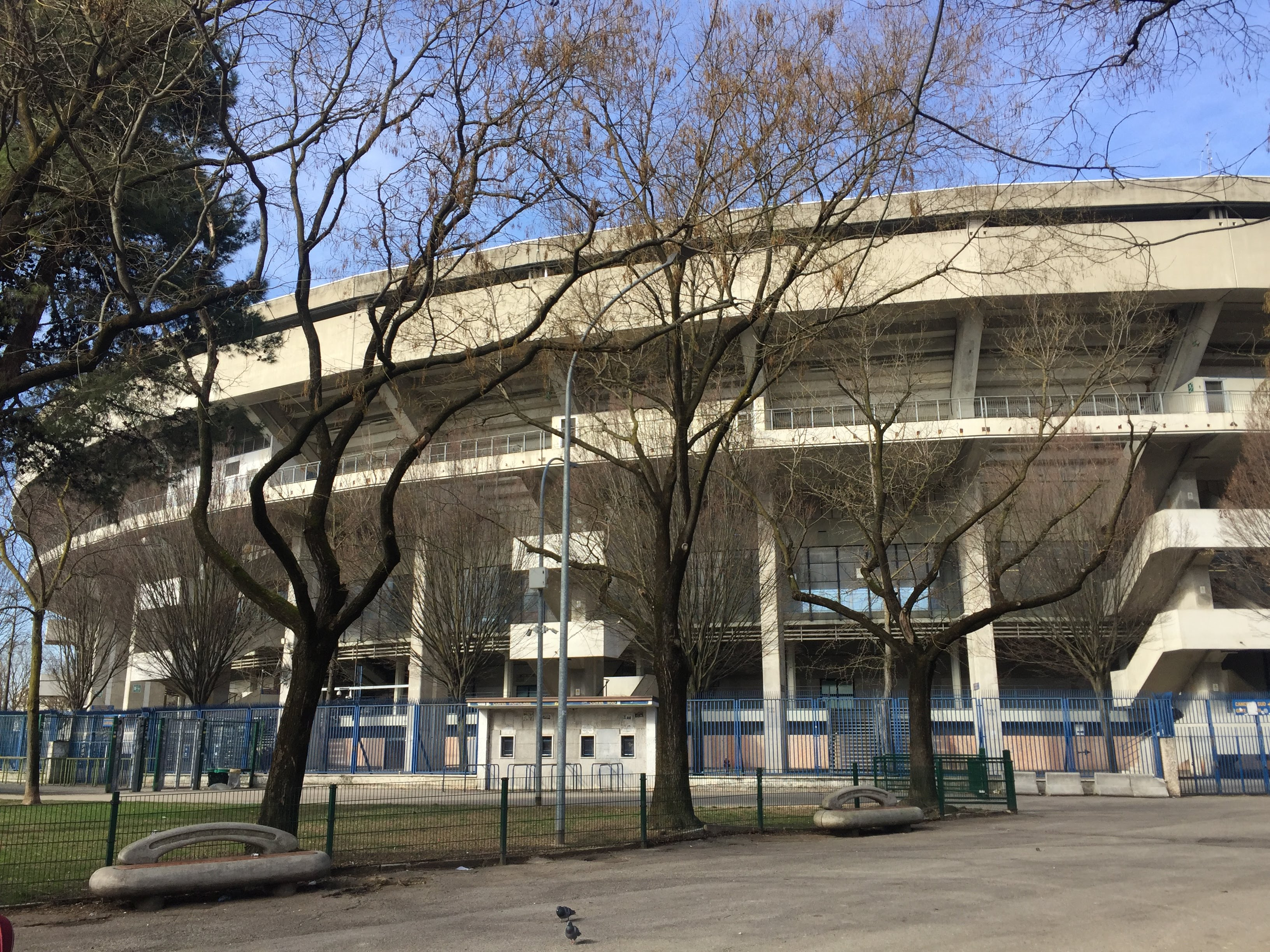
Quang cảnh bên ngoài sân vận động năm 2019.

Sân vận động cạnh tranh để tham gia ứng cử viên Ý cho Giải vô địch châu Âu 2016, sau đó được trao cho Pháp. Vào ngày 2 tháng 12 năm 2009, chính quyền thành phố đã phê duyệt kế hoạch tái cấu trúc, với tổng số tiền là 40 triệu euro, với mục đích điều chỉnh nhà máy theo quy định của UEFA. Dự án sơ bộ bao gồm cải tạo phòng thay đồ và đường hầm vào, mở rộng mái nhà, loại bỏ đường chạy điền kinh, sửa đổi diện mạo bên ngoài của cấu trúc (kiến trúc kính) và phát triển các dịch vụ công cộng như quán bar, cửa hàng và nhà hàng. Đến bây giờ, dự án đã được gác lại.

## Số khán giả trung bình
| Mùa giải  | Hellas Verona | Hạng | Chievo Verona | Hạng |
| --------- | ------------- | ---- | ------------- | ---- |
| 1994–95   | 10,015        | B    | 4,335         | B    |
| 1995–96   | 13,371        | B    | 5,120         | B    |
| 1996–97   | 20,456        | A    | 5,156         | B    |
| 1997–98   | 9,846         | B    | 4,135         | B    |
| 1998–99   | 11,376        | B    | 3,264         | B    |
| 1999–2000 | 18,141        | A    | 2,680         | B    |
| 2000–01   | 17,777        | A    | 5,139         | B    |
| 2001–02   | 18,381        | A    | 16,061        | A    |
| 2002–03   | 11,163        | B    | 16,902        | A    |
| 2003–04   | 10,667        | B    | 14,868        | A    |
| 2004–05   | 11,495        | B    | 12,103        | A    |
| 2005–06   | 9,037         | B    | 8,589         | A    |
| 2006–07   | 8,589         | B    | 6,719         | A    |
| 2007–08   | 11,543        | C1   | 7,276         | B    |
| 2008–09   | 10,932        | C1   | 13,352        | A    |
| 2009–10   | 14,331        | C1   | 11,992        | A    |
| 2010–11   | 10,553        | C1   | 12,676        | A    |
| 2011–12   | 14,084        | B    | 9,649         | A    |
| 2012–13   | 15,402        | B    | 10,579        | A    |
| 2013–14   | 21,172        | A    | 9,149         | A    |
| 2014–15   | 19,299        | A    | 10,652        | A    |
| 2015–16   | 18,194        | A    | 11,247        | A    |
| 2016–17   | 14,774        | B    | 11,632        | A    |
| 2017–18   | 17,333        | A    | 12,540        | A    |

Số liệu tham dự được lấy từ http://www.stadiapostcards.com/

## Giải vô địch bóng đá thế giới 1990
Sân vận động này là một trong những địa điểm tổ chức Giải vô địch bóng đá thế giới 1990, và đã tổ chức các trận đấu sau:
| Ngày                | Đội #1      | Kết quả      | Đội #2      | Vòng        |
| ------------------- | ----------- | ------------ | ----------- | ----------- |
| 12 tháng 6 năm 1990 | Bỉ          | 2–0          | Hàn Quốc    | Bảng E      |
| 17 tháng 6 năm 1990 | Bỉ          | 3–1          | Uruguay     | Bảng E      |
| 21 tháng 6 năm 1990 | Bỉ          | 1–2          | Tây Ban Nha | Bảng E      |
| 26 tháng 6 năm 1990 | Tây Ban Nha | 1–2 (s.h.p.) | Nam Tư      | Vòng 16 đội |